# Pharodes
Pharodes is een geslacht van eenoogkreeftjes uit de familie van de Chondracanthidae. De wetenschappelijke naam van het geslacht is voor het eerst geldig gepubliceerd in 1935 door Wilson C.B..

## Soorten
- Pharodes banyulensis Delamare Deboutteville & Nunes-Ruivo, 1952
- Pharodes biakensis Illg, 1948
- Pharodes clini (Vaney & Conte, 1900)
- Pharodes ninnii (Richiardi, 1882)
- Pharodes tortugensis Wilson C.B., 1935